# Roxboro
Roxboro is een plaats (city) in de Amerikaanse staat North Carolina, en valt bestuurlijk gezien onder Person County.

## Demografie
Bij de volkstelling in 2000 werd het aantal inwoners vastgesteld op 8696.
In 2006 is het aantal inwoners door het United States Census Bureau geschat op 8732, een stijging van 36 (0,4%).

## Geografie
Volgens het United States Census Bureau beslaat de plaats een oppervlakte van
16,2 km², geheel bestaande uit land. Roxboro ligt op ongeveer 218 m boven zeeniveau.

## Plaatsen in de nabije omgeving
De onderstaande figuur toont nabijgelegen plaatsen in een straal van 36 km rond Roxboro.